# Van Den Heuvelinstituut

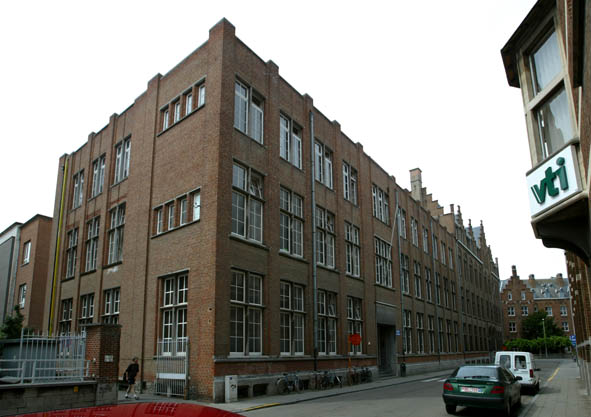
Het Van Den Heuvelinstituut vanuit de Dekenstraat.

Het Van Den Heuvelinstituut, afgekort VHI, is een gebouw van de Katholieke Universiteit Leuven in de Belgische stad Leuven. Het instituut is gelegen op de hoek van de Andreas Vesaliusstraat en de Dekenstraat, langs het Centrum voor Levende Talen en tegenover Groep T.
In het VHI zijn veel les- en vergaderlokalen, net zoals pc-lokalen, drie auditoria (waaronder een vernoemd naar Gaston Eyskens) en de Bibliotheek Psychologie en Pedagogische Wetenschappen.

## Geschiedenis
Het Vesaliusinstituut werd in 1913-1914 gebouwd naar een ontwerp van kanunnik Jan Janssen. Het gebouw huisvestte de afdelingen Handels-, Economische en Actuariële Wetenschappen van de Hogere Handelsschool, de voorloper van de Faculteit Economie en Bedrijfswetenschappen. Daarnaast bevonden zich ook twee museums in het gebouw, het Museum van Handelswezen en het Koloniaal Museum. Het gebouw werd meermaals uitgebreid, in 1937, 1948, 1949, 1958-1959 en 1968. In 1994 verhuisde Faculteit Economie en Bedrijfswetenschappen naar het Hoge Heuvelcollege in de Naamsestraat en sindsdien is het Van Den Heuvelinstituut een interfacultair gebouw dat door studenten van alle faculteiten wordt gebruikt.